# 俄亥俄州公共安全部
俄亥俄州公共安全部（英語：Ohio Department of Public Safety）是俄亥俄州政府下属的一个负责为居民和访客提供保护和维持治安的行政部门。
公共安全部总部位于俄亥俄州的哥伦布。

## 下属机构
- 车辆管理局
- 俄亥俄州紧急事务管理署
- 紧急医疗服务
- 刑事司法服务处
- 俄亥俄州国土安全办公室
- 俄亥俄州调查组
- 俄亥俄州高速巡警